# Batalîi, Ciornobai
Batalîi (în ucraineană Баталий) este un sat în comuna Tîmcenkî din raionul Ciornobai, regiunea Cerkasî, Ucraina.

## Demografie
Componența lingvistică a localității Batalîi
     Ucraineană (96,43%)
     Rusă (3,57%)
Conform recensământului din 2001, majoritatea populației localității Batalîi era vorbitoare de ucraineană (96,43%), existând în minoritate și vorbitori de rusă (3,57%).